# ام‌اس هلیار
ام‌اس هلیار (به انگلیسی: MS Helliar) یک کشتی است. این کشتی در سال ۱۹۹۶ ساخته شد.